# Tell Me Lies
"Tell Me Lies"—en español: "Dime Mentiras"— es una canción del segundo álbum de estudio Guilty Pleasure de la actriz y cantante norteamericana Ashley Tisdale. 

## Información de la canción
La canción es la pista número siete en la lista de canciones del álbum. La canción no ha sido lanzada como un sencillo ni como una canción promocional. Tisdale ha presentado la canción en diversas parte como en el Mall de América, AOL Sessions, The Grove in LA entre otras.
La canción se trata sobre de que una relación tiene problemas y no le gustaría que fuese verdad y entonces prefiera que le digan que es mentira, de allí el título Tell Me Lies.

## Ritmo
La canción producida por Emanuel Kiriakou, al principio de esta tiene un ritmo casi idéntico al principio de Hot n cold de Katy Perry, también posee un ritmo perteneciente al género Pop-Rock